# 矩陣乘法
数学中，矩阵乘法（英語：matrix multiplication）是一种根据两个矩阵得到第三个矩阵的二元运算，第三个矩阵即前两者的乘积，称为矩阵积（英語：matrix product）。设{\displaystyle A}是{\displaystyle n\times m}的矩阵，{\displaystyle B}是{\displaystyle m\times p}的矩阵，则它们的矩阵积{\displaystyle AB}是{\displaystyle n\times p}的矩阵。{\displaystyle A}中每一行的{\displaystyle m}个元素都与{\displaystyle B}中对应列的{\displaystyle m}个元素对应相乘，这些乘积的和就是{\displaystyle AB}中的一个元素。
矩阵可以用来表示线性映射，矩阵积则可以用来表示线性映射的复合。因此，矩阵乘法是线性代数的基础工具，不仅在数学中有大量应用，在应用数学、物理学、工程学等领域也有广泛使用。

## 一般矩陣乘積
矩陣相乘最重要的方法是一般矩陣乘積。它只有在第一個矩陣的（column，）和第二個矩陣的（row，）相同時才有定義。一般單指矩陣乘積時，指的便是一般矩陣乘積。若{\displaystyle A}為{\displaystyle m\times n}矩陣，{\displaystyle B}為{\displaystyle n\times p}矩陣，則他們的乘積{\displaystyle AB}(有時記做{\displaystyle A\cdot B}）會是一個{\displaystyle m\times p}矩陣。其乘積矩陣的元素如下面式子得出：
{\displaystyle (AB)_{ij}=\sum _{r=1}^{n}a_{ir}b_{rj}=a_{i1}b_{1j}+a_{i2}b_{2j}+\cdots +a_{in}b_{nj}}
以上是用矩陣單元的代數系統來說明這類乘法的抽象性質。本節以下各種運算法都是這個公式的不同角度理解，運算結果相等：

### 由定義直接計算
左邊的圖表示出要如何計算{\displaystyle AB}的{\displaystyle (1,2)}和{\displaystyle (3,3)}元素，當{\displaystyle A}是個{\displaystyle 4\times 2}矩陣和B是個{\displaystyle 2\times 3}矩陣時。分別來自兩個矩陣的元素都依箭頭方向而兩兩配對，把每一對中的兩個元素相乘，再把這些乘積加總起來，最後得到的值即為箭頭相交位置的值。
{\displaystyle (AB)_{1,2}=\sum _{r=1}^{2}a_{1,r}b_{r,2}=a_{1,1}b_{1,2}+a_{1,2}b_{2,2}}
{\displaystyle (AB)_{3,3}=\sum _{r=1}^{2}a_{3,r}b_{r,3}=a_{3,1}b_{1,3}+a_{3,2}b_{2,3}}

### 向量方法
這種矩陣乘積亦可由稍微不同的觀點來思考：把向量和各係數相乘後相加起來。設{\displaystyle \mathbf {A} }和{\displaystyle \mathbf {B} }是兩個給定如下的矩陣：
{\displaystyle \mathbf {A} ={\begin{bmatrix}a_{1,1}&a_{1,2}&\dots \\a_{2,1}&a_{2,2}&\dots \\\vdots &\vdots &\ddots \end{bmatrix}}={\begin{bmatrix}A_{1}&A_{2}&\dots \end{bmatrix}},} {\displaystyle \mathbf {B} ={\begin{bmatrix}b_{1,1}&b_{1,2}&\dots \\b_{2,1}&b_{2,2}&\dots \\\vdots &\vdots &\ddots \end{bmatrix}}={\begin{bmatrix}B_{1}\\B_{2}\\\vdots \end{bmatrix}}}
其中
{\displaystyle A_{1}}是由所有{\displaystyle a_{x,1}}元素所组成的向量(column)，{\displaystyle A_{2}}是由所有{\displaystyle a_{x,2}}元素所组成的向量，以此类推。
{\displaystyle B_{1}}是由所有{\displaystyle b_{1,x}}元素所组成的向量(row)，{\displaystyle B_{2}}是由所有{\displaystyle b_{2,x}}元素所组成的向量，以此类推。
則
{\displaystyle \mathbf {AB} ={\begin{bmatrix}a_{1,1}{\begin{bmatrix}b_{1,1}&b_{1,2}&\dots \end{bmatrix}}+a_{1,2}{\begin{bmatrix}b_{2,1}&b_{2,2}&\dots \end{bmatrix}}+\cdots \\\\a_{2,1}{\begin{bmatrix}b_{1,1}&b_{1,2}&\dots \end{bmatrix}}+a_{2,2}{\begin{bmatrix}b_{2,1}&b_{2,2}&\dots \end{bmatrix}}+\cdots \\\vdots \end{bmatrix}}=A_{1}B_{1}+A_{2}B_{2}+\dots }
舉個例子來說：
{\displaystyle {\begin{bmatrix}1&0&2\\-1&3&1\end{bmatrix}}\cdot {\begin{bmatrix}3&1\\2&1\\1&0\end{bmatrix}}={\begin{bmatrix}1{\begin{bmatrix}3&1\end{bmatrix}}+0{\begin{bmatrix}2&1\end{bmatrix}}+2{\begin{bmatrix}1&0\end{bmatrix}}\\-1{\begin{bmatrix}3&1\end{bmatrix}}+3{\begin{bmatrix}2&1\end{bmatrix}}+1{\begin{bmatrix}1&0\end{bmatrix}}\end{bmatrix}}={\begin{bmatrix}{\begin{bmatrix}3&1\end{bmatrix}}+{\begin{bmatrix}0&0\end{bmatrix}}+{\begin{bmatrix}2&0\end{bmatrix}}\\{\begin{bmatrix}-3&-1\end{bmatrix}}+{\begin{bmatrix}6&3\end{bmatrix}}+{\begin{bmatrix}1&0\end{bmatrix}}\end{bmatrix}}}
{\displaystyle ={\begin{bmatrix}5&1\\4&2\end{bmatrix}}}
左面矩陣的列為為係數表，右邊矩陣為向量表。例如，第一行是[1 0 2]，因此將1乘上第一個向量，0乘上第二個向量，2則乘上第三個向量。

### 向量表方法
一般矩陣乘積也可以想為是行向量和列向量的內積。若{\displaystyle \mathbf {A} }和{\displaystyle \mathbf {B} }為給定如下的矩陣：
{\displaystyle \mathbf {A} ={\begin{bmatrix}a_{1,1}&a_{1,2}&a_{1,3}&\dots \\a_{2,1}&a_{2,2}&a_{2,3}&\dots \\a_{3,1}&a_{3,2}&a_{3,3}&\dots \\\vdots &\vdots &\vdots &\ddots \end{bmatrix}}={\begin{bmatrix}A_{1}\\A_{2}\\A_{3}\\\vdots \end{bmatrix}}}且{\displaystyle \mathbf {B} ={\begin{bmatrix}b_{1,1}&b_{1,2}&b_{1,3}&\dots \\b_{2,1}&b_{2,2}&b_{2,3}&\dots \\b_{3,1}&b_{3,2}&b_{3,3}&\dots \\\vdots &\vdots &\vdots &\ddots \end{bmatrix}}={\begin{bmatrix}B_{1}&B_{2}&B_{3}&\dots \end{bmatrix}}}
其中，这里
{\displaystyle A_{1}}是由所有{\displaystyle a_{1,x}}元素所組成的向量，{\displaystyle A_{2}}是由所有{\displaystyle a_{2,x}}元素所組成的向量，以此類推。
{\displaystyle B_{1}}是由所有{\displaystyle b_{x,1}}元素所組成的向量，{\displaystyle B_{2}}是由所有{\displaystyle b_{x,2}}元素所組成的向量，以此類推。
则
{\displaystyle \mathbf {AB} ={\begin{bmatrix}A_{1}\\A_{2}\\A_{3}\\\vdots \end{bmatrix}}\times {\begin{bmatrix}B_{1}&B_{2}&B_{3}&\dots \end{bmatrix}}={\begin{bmatrix}(A_{1}\cdot B_{1})&(A_{1}\cdot B_{2})&(A_{1}\cdot B_{3})&\dots \\(A_{2}\cdot B_{1})&(A_{2}\cdot B_{2})&(A_{2}\cdot B_{3})&\dots \\(A_{3}\cdot B_{1})&(A_{3}\cdot B_{2})&(A_{3}\cdot B_{3})&\dots \\\vdots &\vdots &\vdots &\ddots \end{bmatrix}}}
即
{\displaystyle \left(\mathbf {AB} \right)_{ij}=A_{i}B_{j}}

### 性質
矩陣乘法是不可交換的（即{\displaystyle AB\neq BA}），除了一些較特別的情況。很清楚可以知道，不可能預期說在改變向量的部份後還能得到相同的結果，而且第一個矩陣的列數必須要和第二個矩陣的行數相同，也可以看出為什麼矩陣相乘的順序會影響其結果。
雖然矩陣乘法是不可交換的，但{\displaystyle AB}和{\displaystyle BA}的行列式總會是一樣的（當{\displaystyle A}、{\displaystyle B}是同樣大小的方陣時）。
當{\displaystyle A}、{\displaystyle B}可以被解釋為線性算子，其矩陣乘積{\displaystyle AB}會對應為兩個線性算子的複合函數，其中B先作用。

### 在試算表中做矩陣乘法
{\displaystyle {\begin{bmatrix}1&0&2\\-1&3&1\end{bmatrix}}\cdot {\begin{bmatrix}3&1\\2&1\\1&0\end{bmatrix}}={\begin{bmatrix}5&1\\4&2\end{bmatrix}}}

以 Google Sheet 為例，選取儲存格範圍或者使用陣列，在儲存格輸入
```
=
MMULT
(
{1,0,2;-1,3,1},{3,1;2,1;1,0})

```

在某些試算表軟體中必須必須按Ctrl+⇧ Shift+↵ Enter 將儲存格內的變數轉換為陣列

## 純量乘積
矩陣{\displaystyle A=(a_{ij})}和純量{\displaystyle r}的純量乘積{\displaystyle rA}的矩陣大小和{\displaystyle A}一樣，{\displaystyle rA}的各元素定義如下：
{\displaystyle (rA)_{ij}=r\cdot a_{ij}\ }
若我們考慮於一個環的矩陣時，上述的乘積有時會稱做左乘積，而右乘積的則定義為
{\displaystyle (Ar)_{ij}=a_{ij}\cdot r\ }
當環是可交換時，例如實數體或複數體，這兩個乘積是相同的。但無論如何，若環是不可交換的話，如四元數，他們可能會是不同的。例如，
{\displaystyle i{\begin{bmatrix}i&0\\0&j\\\end{bmatrix}}={\begin{bmatrix}-1&0\\0&k\\\end{bmatrix}}\neq {\begin{bmatrix}-1&0\\0&-k\\\end{bmatrix}}={\begin{bmatrix}i&0\\0&j\\\end{bmatrix}}i}

## 阿達馬乘積
給定兩個相同維度的矩陣可計算有阿達馬乘積（Hadamard product），或稱做逐項乘積、分素乘積（element-wise product, entrywise product）。兩個{\displaystyle m\times n}矩陣{\displaystyle A}、{\displaystyle B}的阿達馬乘積標記為{\displaystyle A\circ B}，定義為
{\displaystyle (A\circ B)_{ij}=a_{ij}b_{ij}}的{\displaystyle m\times n}矩陣。例如，
{\displaystyle {\begin{bmatrix}1&3&2\\1&0&0\\1&2&2\end{bmatrix}}\circ {\begin{bmatrix}0&0&2\\7&5&0\\2&1&1\end{bmatrix}}={\begin{bmatrix}1\cdot 0&3\cdot 0&2\cdot 2\\1\cdot 7&0\cdot 5&0\cdot 0\\1\cdot 2&2\cdot 1&2\cdot 1\end{bmatrix}}={\begin{bmatrix}0&0&4\\7&0&0\\2&2&2\end{bmatrix}}}
需注意的是，阿達馬乘積是克羅內克乘積的子矩陣。

## 克羅內克乘積
給定任兩個矩陣{\displaystyle A}和{\displaystyle B}，可以得到兩個矩陣的直積，或稱為克羅內克乘積{\displaystyle A\otimes B}，其定義如下
{\displaystyle {\begin{bmatrix}a_{11}B&a_{12}B&\cdots &a_{1n}B\\\vdots &\vdots &\ddots &\vdots \\a_{m1}B&a_{m2}B&\cdots &a_{mn}B\end{bmatrix}}}
當{\displaystyle A}是一{\displaystyle m\times n}矩陣和{\displaystyle B}是一{\displaystyle p\times r}矩陣時，{\displaystyle A\otimes B}會是一{\displaystyle mp\times nr}矩陣，而且此一乘積也是不可交換的。
舉個例子，
{\displaystyle {\begin{bmatrix}1&2\\3&1\\\end{bmatrix}}\otimes {\begin{bmatrix}0&3\\2&1\\\end{bmatrix}}={\begin{bmatrix}1\cdot 0&1\cdot 3&2\cdot 0&2\cdot 3\\1\cdot 2&1\cdot 1&2\cdot 2&2\cdot 1\\3\cdot 0&3\cdot 3&1\cdot 0&1\cdot 3\\3\cdot 2&3\cdot 1&1\cdot 2&1\cdot 1\\\end{bmatrix}}={\begin{bmatrix}0&3&0&6\\2&1&4&2\\0&9&0&3\\6&3&2&1\end{bmatrix}}}
若{\displaystyle A}和{\displaystyle B}分別表示兩個線性算子{\displaystyle V_{1}\to W_{1}}和{\displaystyle V_{2}\to W_{2}}，{\displaystyle A\otimes B}便為其映射的張量乘積，{\displaystyle V_{1}\otimes V_{2}\to W_{1}\otimes W_{2}}

## 共同性質
上述三種乘積都符合結合律：
{\displaystyle A(BC)=(AB)C}
以及分配律：
{\displaystyle A(B+C)=AB+AC}
{\displaystyle (A+B)C=AC+BC}
而且和純量乘積相容：
{\displaystyle c(AB)=(cA)B}
{\displaystyle (Ac)B=A(cB)}
{\displaystyle (AB)c=A(Bc)}
注意上述三個分開的表示式只有在純量體的乘法及加法是可交換（即純量體為一可交換環）時會相同。

## 另見
- Strassen演算法（1969）
- Winograd演算法（1980）
- Coppersmith–Winograd演算法（1990）
- 邏輯矩陣
- 矩陣鏈乘積
- 逆矩陣
- 關係複合
- BLAS
- 矩陣加法
- 矩阵微积分

## 外部連結
- WIMS Online Matrix Multiplier （页面存档备份，存于）
- Animated Matrix Multiplication Examples (purplemath) （页面存档备份，存于）
- Matrix Multipication in Javascript （页面存档备份，存于）（works in Firefox）